# Emigrantul (film din 1977)
Emigrantul (în engleză Alambrista!) este un film dramatic american din 1977 regizat de Robert M. Young și cu Domingo Ambriz și Trinidad Silva⁠(d) în rolurile principale. A câștigat patru premii în 1977.

## Distribuție
- Domingo Ambriz — Roberto
- Trinidad Silva⁠(d) — Joe
- Linda Gillen — Sharon
- Ned Beatty — Angelo Coyote
- Jerry Hardin — bărbatul din cafenea

În 2003 a fost reeditat și remasterizat cu o nouă coloană sonoră realizată de Jose „Dr. Loco” Cuellar, Greg Landau, Francisco Herrera și Tomas Montoya și a fost relansat cu o carte publicată de University of New Mexico Press⁠(d).

## Premii
- Camera de Aur - Festivalul Internațional de Film de la Cannes (Robert M. Young)
- Premiul Interfilm - Festivalul Internațional de Film Mannheim-Heidelberg (Robert M. Young)
- Scoica de Aur - Festivalul Internațional de Film de la San Sebastián (Robert M. Young)
- Premiul OCIC - Festivalul Internațional de Film de la San Sebastián (Robert M. Young)